# 柏林迪纳摩足球俱乐部
柏林迪纳摩足球俱乐部（德語：Berliner Fussball Club Dynamo e. V.；中文简称：柏林迪纳摩）是位于德国首都柏林的一家足球俱乐部，成立于1966年1月15日，现参赛于德国第四级别的德国足球东北地区联赛。柏林迪纳摩是德意志民主共和国历史上最成功的足球俱乐部之一，曾在1979年到1988年连续十年夺得东德甲级联赛冠军。

## 榮譽
- 東德高級足球聯賽:

 冠軍： (10; 紀錄) 1978–79, 1979–80, 1980–81, 1981–82, 1982–83, 1983–84, 1984–85, 1985–86, 1986–87, 1987–88
- 東德盃:

 冠軍： (3) 1959, 1987–88, 1988–89
- 東德超級盃:

 冠軍： (1) 1989